# Greenford (stanice metra v Londýně)
Greenford je stanice metra v Londýně, otevřena 1. října 1904. Nachází se na lince :
- Central Line (mezi stanicemi Northolt a Perivale)
- National Rail
- British Rail

| Rok  | Počet cestujících |
| ---- | ----------------- |
| 2011 | 3,95 mil          |
| 2012 | 4,05 mil          |
| 2013 | 4,35 mil          |
| 2014 | 4,63 mil          |